# Кнорр, Юри
Юри Кнорр (нем. Juri Knorr; род. 9 мая 2000, Фленсбург, Шлезвиг-Гольштейн) — немецкий гандболист, разыгрывающий немецкого клуба «Райн-Неккар Лёвен» и сборной Германии. Участник летних Олимпийских игр 2020 и 2024 годов.
Сын бывшего гандболиста сборной Германии Томаса Кнорра.

## Карьера

### Клубная
Кнорр в 2017 году в возрасте 17 лет присоединился к гандбольному клубу HSG Ostsee, которую тренировал его отец Томас Кнорр.
В 2018 году перешёл в «Барселону», выступая за их команду второго дивизиона. В декабре 2018 года дебютировал в главной команде «Барселоны», где сыграл в общей сложности 6 матчей. В 2019 году подписал контракт с немецким гандбольным клубом Бундеслиги «ГВД Минден». С 2021 года играет за «Райн-Неккар Лёвен», с которым выиграл кубок Германии 2023 года.

### В сборной
В составе сборной Германии в 2018 году участвовал в чемпионате Европы по гандболу среди мужчин до 18 лет и был удостоен места в команде всех звезд как лучший левый защитник. За первую сборную дебютировал в ноябре 2020 года.
Со сборной Германией принял участие в летних Олимпийских играх в Токио, где команда заняла итоговое 6-е место. Принял участие в чемпионате мира 2021 года, где сборная заняла 12-е место.
В январе 2024 года был включён в состав сборной для участия в чемпионате Европы, который состоялся в Германии.

## Титулы
Клубные
- Кубок Германии — победитель 2023 года.